# Arlanzón (kommunhuvudort)
Arlanzón är en kommunhuvudort i Spanien.   Den ligger i provinsen Provincia de Burgos och regionen Kastilien och Leon, i den norra delen av landet, 210 km norr om huvudstaden Madrid. Arlanzón ligger 996 meter över havet och antalet invånare är 421.
Terrängen runt Arlanzón är platt åt nordväst, men åt sydost är den kuperad. Runt Arlanzón är det mycket glesbefolkat, med 6 invånare per kvadratkilometer. Närmaste större samhälle är Ibeas de Juarros, 6,4 km väster om Arlanzón. Trakten runt Arlanzón består till största delen av jordbruksmark.